# Сокирко Анатолій Михайлович
Анато́лій Миха́йлович Соки́рко (17 жовтня 1989 — 15 липня 2014) — український військовик, старший сержант 72-ї окремої механізованої бригади Збройних сил України, учасник російсько-української війни.

## Життєпис
Народився 1989 року в селі Вільшане Сосницького району Чернігівської області. Закінчив 2007-го 11 класів Вільшанської середньої школи, 2008 року здобув середню спеціальну освіту в Чернігівському професійному будівельному ліцеї — монтажник-електрозварник ручного зварювання. Того ж 2008 року призваний на строкову військову службу, заступник командира бойової машини — навідник-оператор. Після демобілізації працював за фахом у селі Количівка Чернігівського району.
При проведенні першої хвилі мобілізації 29 березня 2014 року призваний до Збройних Сил України, командир бойової машини-командир відділення, 72-а окрема механізована бригада.
Загинув 15 липня 2014 року в місті Амвросіївка Донецької області під час масованого артилерійського обстрілу.
Похований 20 липня 2014-го в селі Вільшане Сосницького району.
Без Анатолія лишились батьки Алла Миколаївна та Михайло Анатолійович, старша сестра Оксана і молодша сестра.

## Нагороди та вшанування
- 14 листопада 2014 року за особисту мужність і героїзм, виявлені у захисті державного суверенітету та територіальної цілісності України, вірність військовій присязі під час російсько-української війни, відзначений — нагороджений орденом «За мужність» III ступеня (посмертно).
- 13 жовтня 2015 року в Чернігівському професійному будівельному ліцеї на честь Максима Головатого, Максима Коваля, Євгена Кравченка, Геннадія Куца, Анатолія Сокирка, Сергія Петрика відкрито меморіальну дошку.
- 15 липня 2015 року у Вільшанській школі відкрито меморіальну дошку Анатолію Сокирку.
- Жовтнем 2017 року пам'ять про Анатолія Сокирка вшанована у Сосниці в меморіальному комплексі Пам'яті воїнам АТО та Героям Небесної Сотні.